# Ґурувко
Ґурувко (пол. Gurówko) — село в Польщі, у гміні Неханово Гнезненського повіту Великопольського воєводства.
Населення — 87 осіб (2011).
У 1975-1998 роках село належало до Познанського воєводства.

## Демографія
Демографічна структура станом на 31 березня 2011 року:
|          | Загалом | Допрацездатний вік | Працездатний вік | Постпрацездатний вік |
| -------- | ------- | ------------------ | ---------------- | -------------------- |
| Чоловіки | 38      | 14                 | 20               | 4                    |
| Жінки    | 49      | 15                 | 26               | 8                    |
| Разом    | 87      | 29                 | 46               | 12                   |